# Recife de arenito

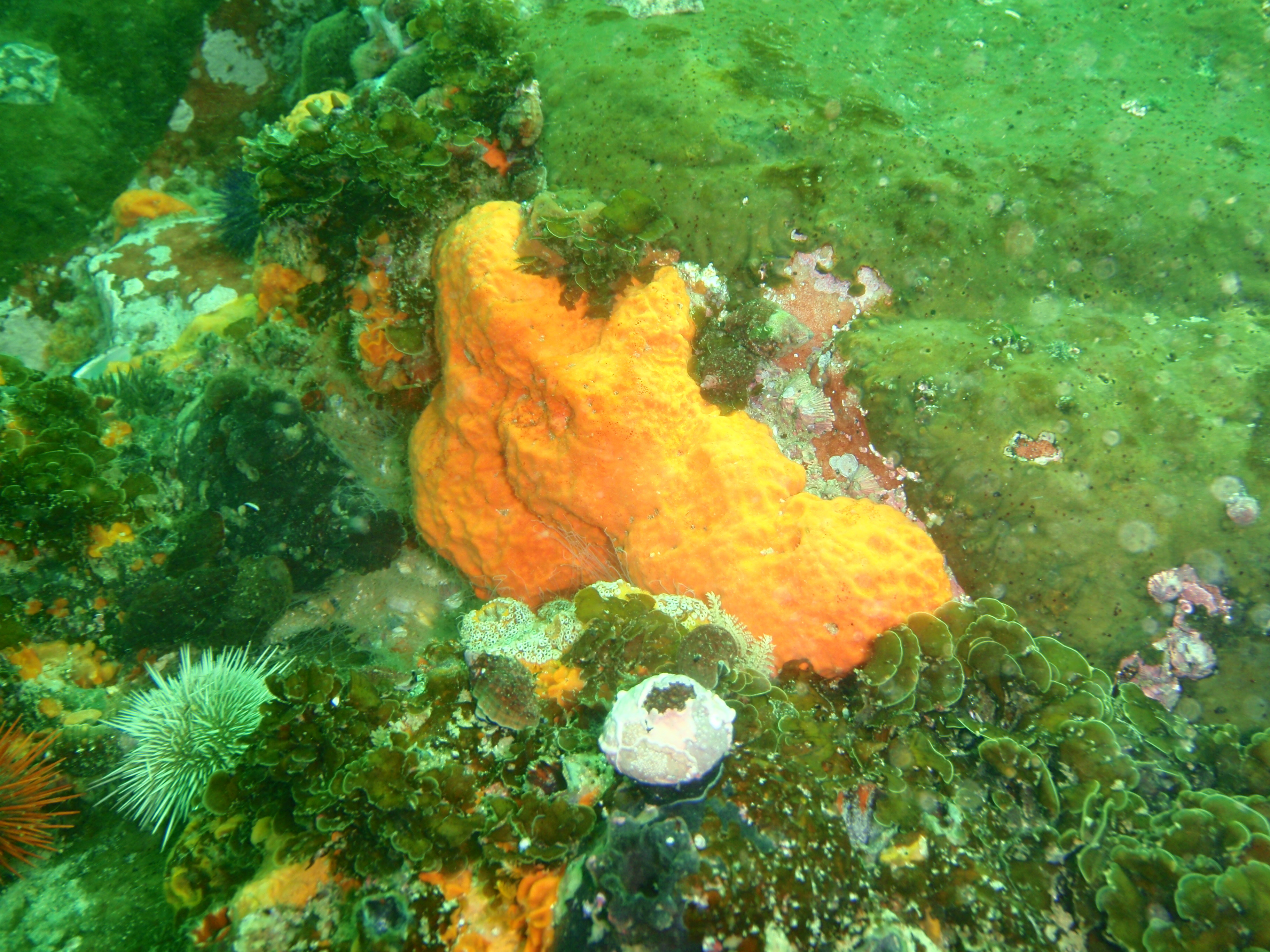
Recife de arenito submerso colonizado por diversas espécies bentônicas.

Recife de arenito é uma formação arenítica costeira constituída basicamente por grãos de areia consolidados a partir da precipitação de carbonato de cálcio e que posteriormente foi colonizada por espécies bentônicas como macroalgas, algas calcárias, corais, esponjas, ouriços, moluscos, entre outros. A colonização da estrutura arenítica dá origem a um ecossistema recifal no qual as espécies interagem entre si e com o próprio arenito. Nesse ecossistema, o recife funciona como substrato para o assentamento e crescimento das espécies bentônicas e também oferece abrigo para espécies de peixes recifais. Tipicamente, os recifes de arenito apresentam orientação paralela à linha de costa, podendo ser encontrados permanentemente submersos ou parcialmente emersos em função da ação das marés.

## Tipos de recife

### Recifes de arenito

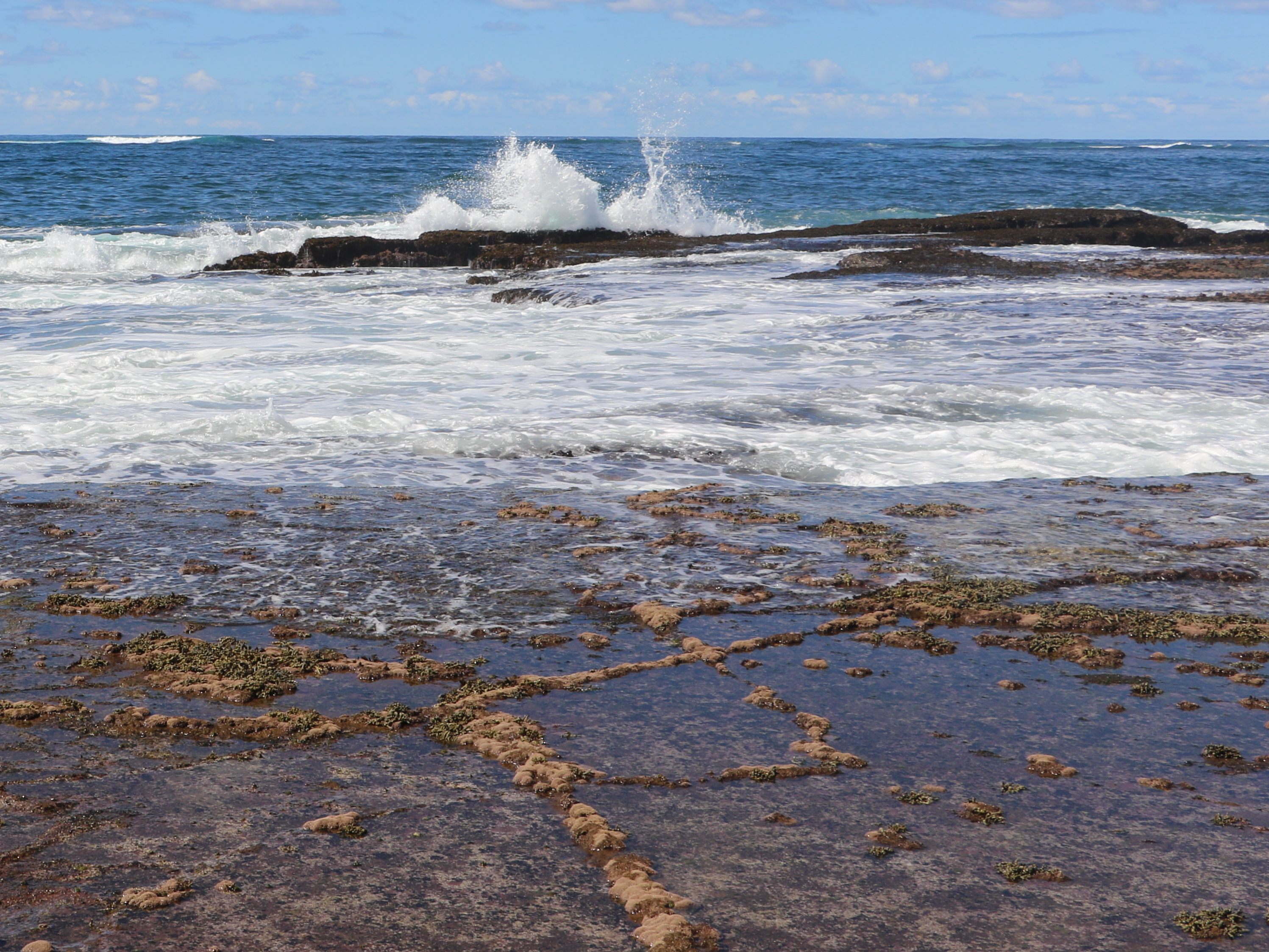
Recife de arenito paralelo à linha de costa e parcialmente emerso.

Os recifes de arenito estão localizados geralmente próximos à costa. Em alguns casos é possível chegar ao recife a pé, sem a necessidade de uma embarcação. Nestes casos, o fácil acesso facilita a realização de estudos nesses ambientes. A descoberta da importância dos recifes de arenito é algo relativamente recente.
As características granulométricas dos arenitos de praia são compatíveis com areias vindas da plataforma continental. Contudo, a parte macroscópica é típica de beachrocks. Assim, pode-se afirmar que esses recifes são originados a partir da erosão e do intemperismo de beachrocks.
Os recifes de arenito não são originados a partir da síntese de estruturas calcárias por corais. Porém, isso não implica em uma ausência de corais nesses recifes. Os corais presentes nos recifes de arenito apenas não atuam como construtores do recife. Eles simplesmente colonizam uma estrutura já existente, ou seja, são mais um tipo de organismo que coloniza o recife.

### Recifes de coral

Recife de coral

Os recifes de coral são comumente encontrados em águas rasas e próximos à superfície. Entretanto, também já foram encontrados recifes de coral em águas profundas e distantes da costa. Os corais construtores de recifes em águas rasas são animais coloniais que vivem em simbiose com as zooxantelas, organismos fotossintetizantes que precisam absorver a luz solar. As zooxantelas provêm nutrientes para os corais, enquanto estes fornecem abrigo para aquelas.
Os recifes de coral são ecossistemas frágeis e sensíveis a mudanças no seu entorno, incluindo tanto alterações físico-químicas na água do mar (ex.: temperatura, salinidade e oxigênio dissolvido) quanto mecanismos físicos (ex.: ação de ondas e recobrimento por material particulado em suspensão).

## Arenito de praia

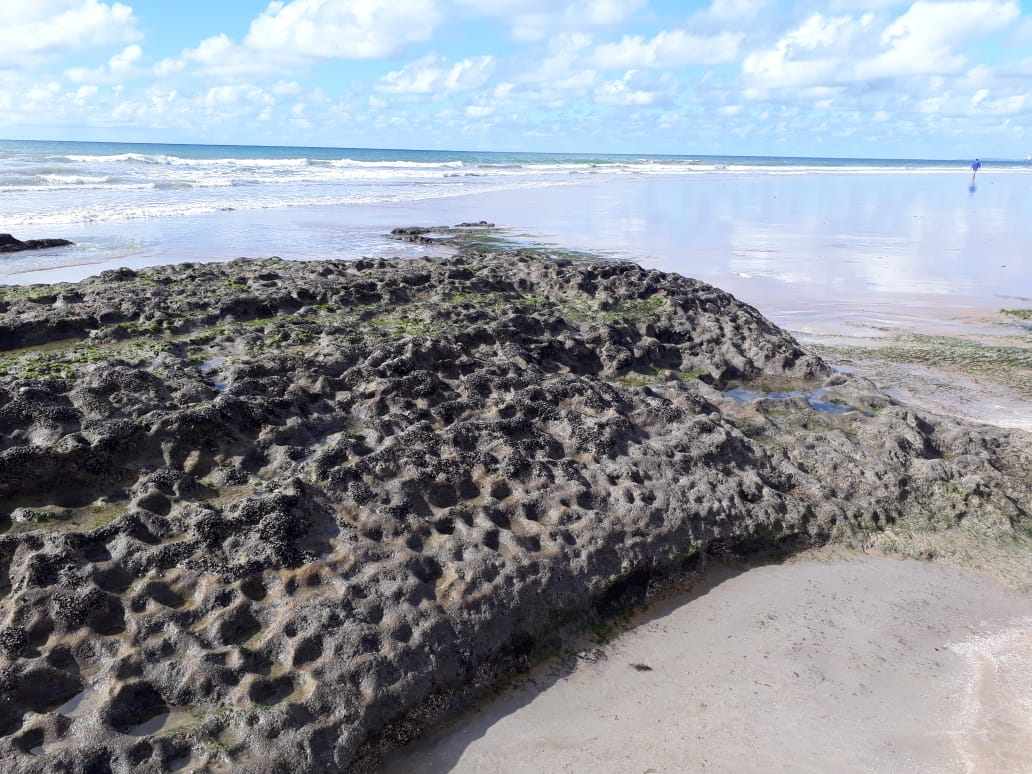
Beachrock localizado na Praia de Boa Viagem, Recife - PE

Os arenitos de praia, também conhecidos como beachrocks, diferentemente dos recifes de arenito não estão associados a um ecossistema complexo. Normalmente possuem uma cobertura de macroalgas com baixa diversidade e também uma fauna pouco diversa, com baixa riqueza de espécies e baixa abundância de indivíduos.
Existem algumas teorias sobre como os beachrocks são formados. Uma das principais está relacionada à composição química do cimento entre os grãos e como este cimento se comporta em determinada condição de pressão e temperatura. Esta teoria diz que eles são formados a partir da compactação dos grãos de areia da praia sob alta pressão. Assim, eles são formados localmente em estratos sedimentares abaixo da própria praia onde são encontrados. Após a sua formação, eventos de avanço e recuo do nível do mar podem expor essas formações consolidadas.
Eventos de glaciação e interglaciação ocorridos no Quaternário podem contribuir para o afloramento dessas feições geológicas. Um estudo realizado na costa brasileira revelou que beachrocks na costa de Pernambuco datam desse período.

## Ecossistema de um recife de arenito
No passado, os ecossistemas dos recifes de arenito não tinham a sua importância devidamente reconhecida, pois acreditava-se que eram ambientes desérticos e que as espécies que o habitavam não eram relevantes. Contudo, estudos realizados na costa brasileira revelaram a presença de espécies ameaçadas de extinção e também espécies de interesse econômico vivendo em recifes de arenito nos seus estágios iniciais de vida.
Os recifes de arenito possuem um grande número de espécies bentônicas, mostrando que esse tipo de ambiente recifal possui uma teia trófica muito mais complexa do que se acreditava. Seu substrato consolidado, e muitas vezes protegido, tende a ser propício para o assentamento de organismos como esponjas, algas filamentosas, zoantídeos e algas calcárias. Além de serem encontrados próximo à praia, esses ecossistemas também podem se desenvolver em fundos permanentemente submersos.
Estudos ecológicos têm revelado as relações existentes entre os organismos que vivem nos recifes de arenito. Por exemplo, um estudo realizado na costa nordeste do Brasil, mostrou que a presença de espécies de moluscos está negativamente correlacionada com o grau de cobertura e a rugosidade do recife. Isso significa que moluscos preferem crescer em recifes com pouca rugosidade e baixo grau de cobertura por outras espécies bentônicas. Outro estudo relacionou negativamente a cobertura de algas frondosas com a saúde do ecossistema de um recife de arenito.[carece de fontes?] Tal relação entre cobertura de algas e saúde do recife também já foi observada em recifes de coral. Isto deve-se ao fato de que essas algas acabam sendo não palatáveis para a maioria das espécies herbívoras. Elas também exercem forte pressão sobre outros organismos assentantes, uma vez que excretam substâncias químicas que fazem com que outros organismos não consigam assentar no substrato.

## Preservação

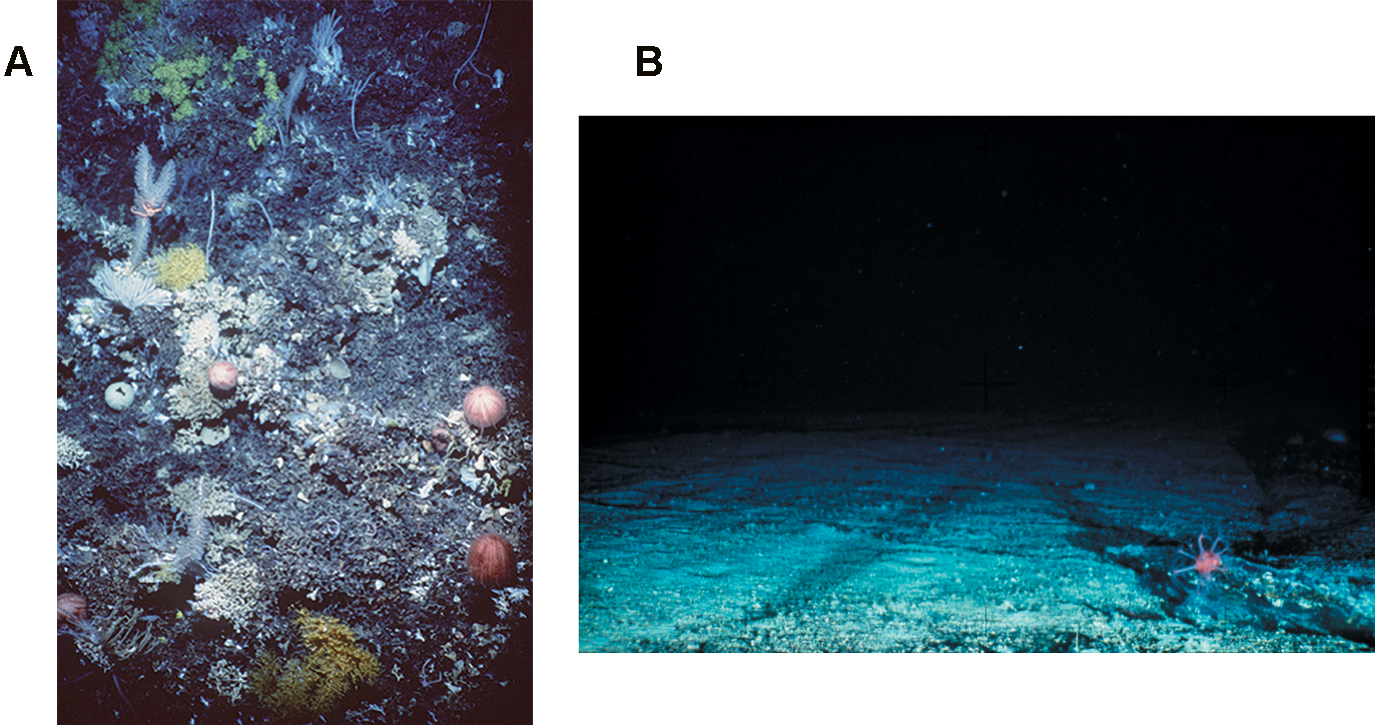
(A) Ecossistema recifal em um ambiente preservado. (B) Resultado da pesca de arrasto com a consequente destruição do ecossistema recifal.

Ao longo do tempo, os estudos científicos foram revelando a importância dos recifes de arenito como repositores de espécies de interesse tanto ecológico quanto econômico. Além da preservação das espécies existentes nesses ecossistemas, também é fundamental salientar a importância da manutenção da própria estrutura geológica do recife. Devido à sua composição arenítica, esses recifes são mais suscetíveis à fragmentação física quando comparados a rochas cristalinas. Assim, em alguns casos, é possível quebrar o recife até mesmo com as mãos. Em função de seu rico ecossistema bentônico, os recifes acabam atraindo peixes para o seu entorno. Consequentemente, eles podem sofrer os impactos da atividade pesqueira. Há inclusive registros de danos provocados pela pesca de arrasto à estrutura física de recifes.
Uma das maneiras para preservar os recifes de arenito é a criação de áreas de proteção ambiental. Elas permitem a proteção do ecossistema recifal em relação aos impactos antrópicos e também acabam facilitando a recuperação dos estoques pesqueiros que vivem no seu entorno. Concomitantemente, é importante a elaboração de um plano manejo pesqueiro que não seja agressivo ao ambiente recifal.